# Жёлтый тиранчик
Жёлтый тиранчик (лат. Capsiempis flaveola) — вид воробьинообразных птиц из семейства тиранновых (Tyrannidae}, выделяемый в монотипический род жёлтых тиранчиков (Capsiempis).

## Описание
Жёлтые тиранчики — активные птицы, их можно увидеть парами или семейными группами. Длина 10,5—11,4 см, вес около 8 г. Оперение оливково-желтоватого цвета. Питаются насекомыми, пауками и мелкими ягодами. Встречаются в лесах и пастбищах от Никарагуа до южной Бразилии и северной Аргентины. В кладке обычно 2 белых яйца, изредка с мелкими рыжеватыми пятнами.

## Рацион питания
Эти птицы питаются насекомыми, пауками и мелкими ягодами. Добычу собирают с листвы.

## Систематика
Включает 5 подвидов:
- Capsiempis flaveola semiflava (Lawrence, 1865) — от Никарагуа до Панамы.
- Capsiempis flaveola cerula Wetmore, 1939.
- Capsiempis flaveola leucophrys Berlepsch, 1907 — Венесуэла, Колумбия.
- Capsiempis flaveola magnirostris Hartert, 1898 — Эквадор.
- Capsiempis flaveola flaveola (M. H. K. Lichtenstein, 1823).